# Bataille de Clavijo
Reconquista
Batailles
- Covadonga (722)
- Burbia (791)
- Lutos (794)
- Barcelone  (801)
- Clavijo (844)
- San Esteban de Gormaz  (917)
- Simancas (939)
- Barcelone (985)
- Torà (1006)
- Barbastro (1064)
- Sagrajas (1086)
- Alcoraz (1096)
- Bairén (1097)
- Consuegra (1097)
- Uclès (1108)
- Croisade norvégienne (1108-1109)
- Valtierra (1110)
- Congost de Martorell (1114)
- Cutanda (1120)
- Fraga (1134)
- Oreja (1139)
- Ourique (1139)
- Coria  (1142)
- Santarém  (1147)
- Lisbonne  (1147)
- Santarém  (1184)
- Alarcos (1195)
- Al-Damus  (1210)
- Las Navas de Tolosa (1212)
- Majorque  (1229)
- Jerez (1231)
- Puig de Cebolla (1237)
- Séville (1247-1248)
- Salé (1260)
- Révolte mudéjar  (1264-1266)
- Écija (1275)
- Algésiras  (1278-1279)
- Moclín  (1280)
- Gibraltar  (1309)
- Gibraltar  (1315)
- Gibraltar  (1333)
- Tarifa / Río Salado (1340)
- Algésiras  (1342-1344)
- Gibraltar  (1349-1350)
- Gibraltar  (1411)
- Ceuta (1415)
- La Higueruela (1431)
- Campagne de Grenade (1482-1492) : Lucena - Grenade

Pour les articles homonymes, voir Clavijo (homonymie).
La bataille de Clavijo est une bataille légendaire qui opposa, le 23 mai 844, les troupes du roi Ramire Ier des Asturies à l'armée maure d'Abd al-Rahman II. Une grande partie du récit de la bataille se rapporte à l'hagiographie de saint Jacques.

## Légende

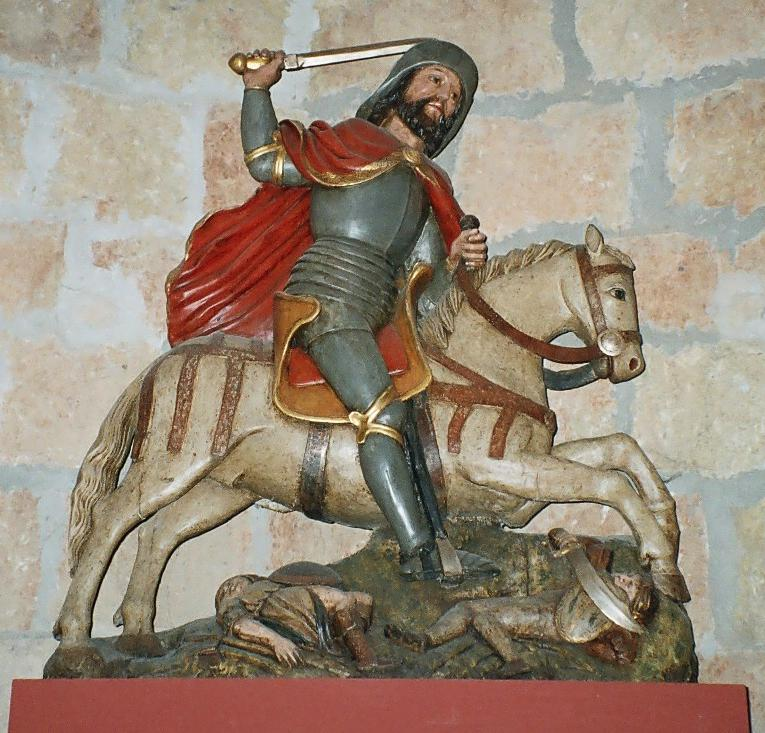
Saint Jacques en matamore. Musée de Carrión de los Condes, sur le Camino francés.

En 844, Ramire Ier, dixième descendant de Pelayo, vient de subir une sévère défaite à Albelda, face à l'armée d'Abd al-Rahman II. Il remporte une victoire sur son opposant.
S'étant retiré sur la proche colline de Clavijo pour passer la nuit, saint Jacques lui apparaît en songe, l'encourage à reprendre les armes le lendemain et l'assure de sa protection. Au cours de ce nouveau combat, monté sur un destrier étincelant de blancheur, l'apôtre prête main-forte à ses protégés, qu'il mène à la victoire, et libère du tribut les cent vierges que l'émir percevait chaque année depuis le règne de Mauregat des Asturies.
Le 25 mai 844, en signe de gratitude, le roi institue le Voto de Santiago, un tribut dû à la cathédrale de Compostelle, renouvelable chaque année, sur les céréales, par les agriculteurs du Nord de la péninsule Ibérique. Ce tribut n'est aboli qu'en 1812 par les Cortès de Cadix.
Il s'agit de la première manifestation historique de saint Jacques en matamore. Ces événements mythiques ont un large impact sur la population chrétienne de la péninsule. L’écho de la victoire de Clavijo mobilise tout un peuple et transforme un ensemble de combats régionaux en croisade nationale, la Reconquista.

## Création de la légende
Cette légende apparaît tardivement dans l'historiographie castillane. Pedro Marcio, un chanoine de Saint-Jacques de Compostelle retranscrit de son propre aveu vers 1155-1170, un diplôme de Ramire Ier dans lequel le souverain remercie le saint pour l’intervention miraculeuse qui lui a donné la victoire ». Le premier à s'y référer est l'évêque Luc de Tuy dans son Chronicon mundi de 1236.
La légende est créée à partir d'une bataille gagnée par le roi Ramire II (931-951) à Simancas en 939, avant laquelle il aurait été à Saint-Jacques prier l'apôtre. Le « privilège des Vœux », qui attribue une victoire à Clavijo au roi Ramire Ier un siècle plus tôt, avait pour but d'assurer à l'Église compostellane des revenus réguliers puisqu'en remerciement pour la victoire accordée, le roi promettait (le « vœu ») que désormais tous les Espagnols paieraient un tribut annuel à l'apôtre. Sacrifiant à la mode des romans de chevalerie, le texte ajoutait la délivrance des « cent jeunes filles vierges » promises à un sort funeste. Les « vœux » furent payés par les Espagnols jusqu'au XVIIe siècle, quand le roi décida que désormais il ferait chaque année, au nom de l'Espagne, l'« offrande à l'Apôtre », tradition qui se poursuit toujours les 25 juillet.